# Sigrid Kaag
Sigrid Kaag (ur. 2 listopada 1961 w Rijswijku) – holenderska polityk i dyplomata zatrudniona w strukturach Organizacji Narodów Zjednoczonych, specjalny koordynator Narodów Zjednoczonych ds. Libanu, w latach 2017–2021 i 2022–2024 minister, od 2022 do 2024 wicepremier, lider polityczny Demokratów 66 (2020–2023).

## Życiorys
Studiowała język arabski na Uniwersytecie w Lejdzie. Ukończyła następnie Amerykański Uniwersytet w Kairze, stosunki międzynarodowe w St Antony’s College w Oksfordzie i studia poświęcone Bliskiemu Wschodowi.
Początkowo pracowała w koncernie Shell w Londynie. W 1994 została zatrudniona w strukturach Organizacji Narodów Zjednoczonych. Pracowała m.in. w Międzynarodowej Organizacji ds. Migracji. Od 1998 do 2004 była dyrektorem programowym agendy UNRWA, w latach 2007–2010 pełniła funkcję dyrektora regionalnego UNICEF-u odpowiedzialnego za Bliski Wschód i Afrykę Północną. Od 2010 do 2013 była asystentem sekretarza generalnego przy Programie Narodów Zjednoczonych ds. Rozwoju. W latach 2013–2014 zajmowała stanowisko koordynatora wspólnej misji ONZ i Organizacji ds. Zakazu Broni Chemicznej, odpowiadając za program likwidacji broni chemicznej w Syrii. W 2015 powołana na specjalnego koordynatora Narodów Zjednoczonych do spraw Libanu.
Zaangażowała się również w działalność polityczną w ramach ugrupowania Demokraci 66. W październiku 2017 z rekomendacji tej partii została ministrem bez teki do spraw handlu zagranicznego i współpracy na rzecz rozwoju w trzecim rządzie Marka Rutte. Od lutego do marca 2018 w związku z rezygnacją Halbe Zijlstry czasowo wykonywała też obowiązki ministra spraw zagranicznych. We wrześniu 2020 została nowym liderem politycznym swojego ugrupowania; pełniła tę funkcję do sierpnia 2023, gdy zastąpił ją Rob Jetten.
Pod jej przywództwem Demokraci 66 zajęli w wyborach w 2021 drugie miejsce. Sigrid Kaag jako lijsttrekker (lider listy wyborczej partii) uzyskała wówczas mandat posłanki do Tweede Kamer. W maju 2021 w dotychczasowym gabinecie przejęła kierownictwo resortu spraw zagranicznych, zastępując Stefa Bloka. Początkowo miało to być zastępstwo czasowe, jednak w lipcu tegoż roku ogłoszono, że Bas van ’t Wout nie powróci do rządu.
Sigrid Kaag pozostała na czele MSZ, w sierpniu 2021 ustępując z zajmowanej dotąd równocześnie funkcji ministra bez teki. We wrześniu 2021 zrezygnowała ze stanowiska ministra spraw zagranicznych. Doszło do tego wkrótce po tym, jak Tweede Kamer wyraziła wobec niej wotum nieufności (w związku z negatywną oceną przebiegu ewakuacji z Afganistanu). Do administracji rządowej powróciła w styczniu 2022, gdy nastąpiło powołanie czwartego gabinetu dotychczasowego premiera – objęła w nim stanowiska wicepremiera oraz ministra finansów. Zajmowała je do stycznia 2024, powróciła następnie do pracy w dyplomacji jako specjalna wysłanniczka ONZ ds. pomocy humanitarnej i odbudowy Strefy Gazy.